# Памбацький хребет
40°40′13″ пн. ш. 44°35′01″ сх. д. / 40.670282° пн. ш. 44.583607° сх. д.
Памбацький хребет (вірм. Փամբակի լեռնաշղթա) — гірський хребет на північному сході Вірменії; вододіл річок басейнів Араксу (Ахурян, Касах, Раздан) (з півдня) та Кури (Памбак, Агстев) (з півночі). Тягнеться з північного заходу на південний схід від міста Спітак до Севанського півострова на 70 км. Хребет складений виверженими породами; ліси відсутні на всьому протязі, за винятком підніжжя північного схилу, в долині Агстева, там збереглися дубово-букові ліси. Всюди на схилах та вододілі гірські степи та гірські луки, що вигорають з середини літа. Вищою точкою хребта є гора Тежлер (Թեժ լեռ, 3101 м).
З хребта беруть початок річки: Агстев (Акстафа), Памбак, Мармарік. 

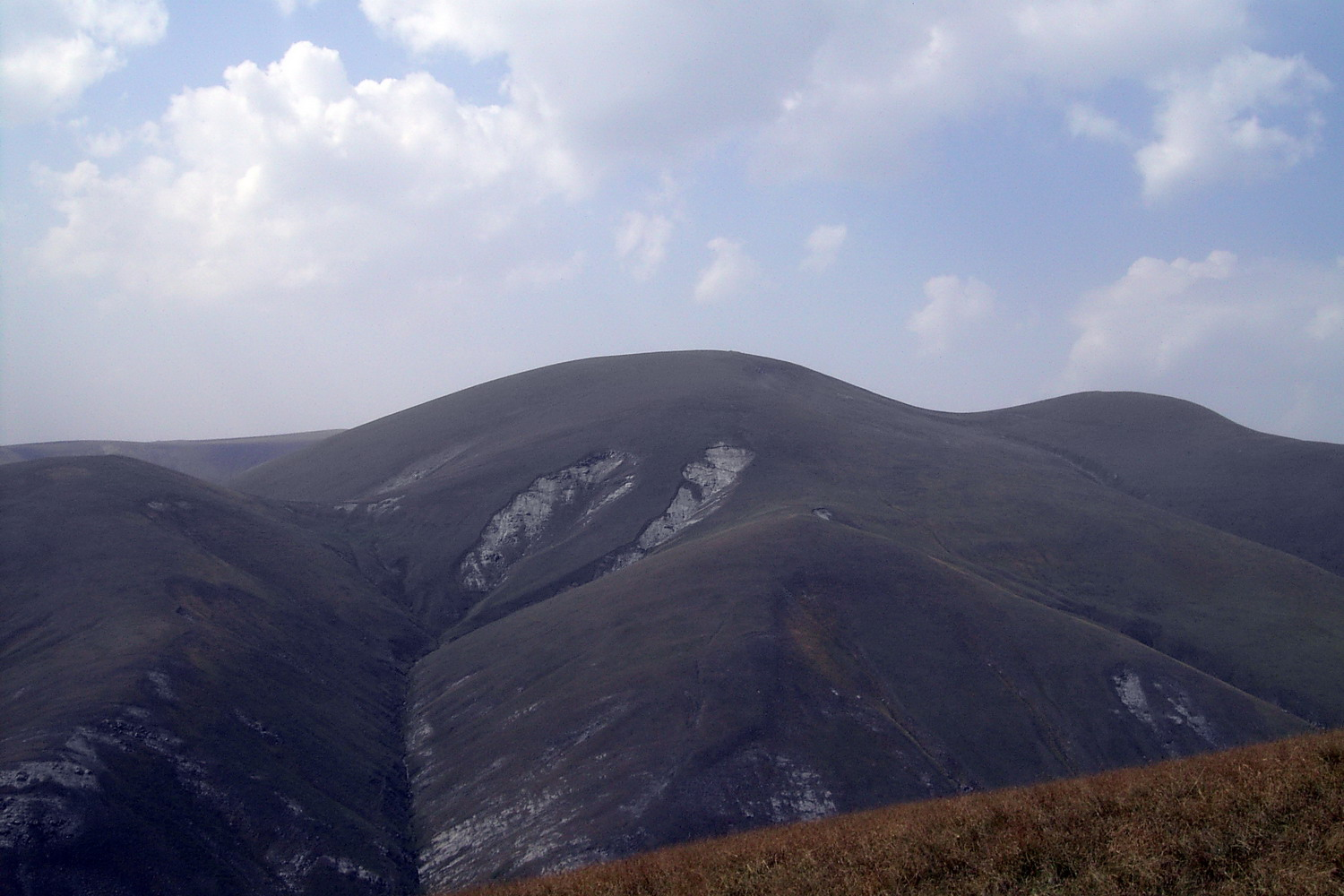
Найвища вершина хребта — гора Теж (3101 м)
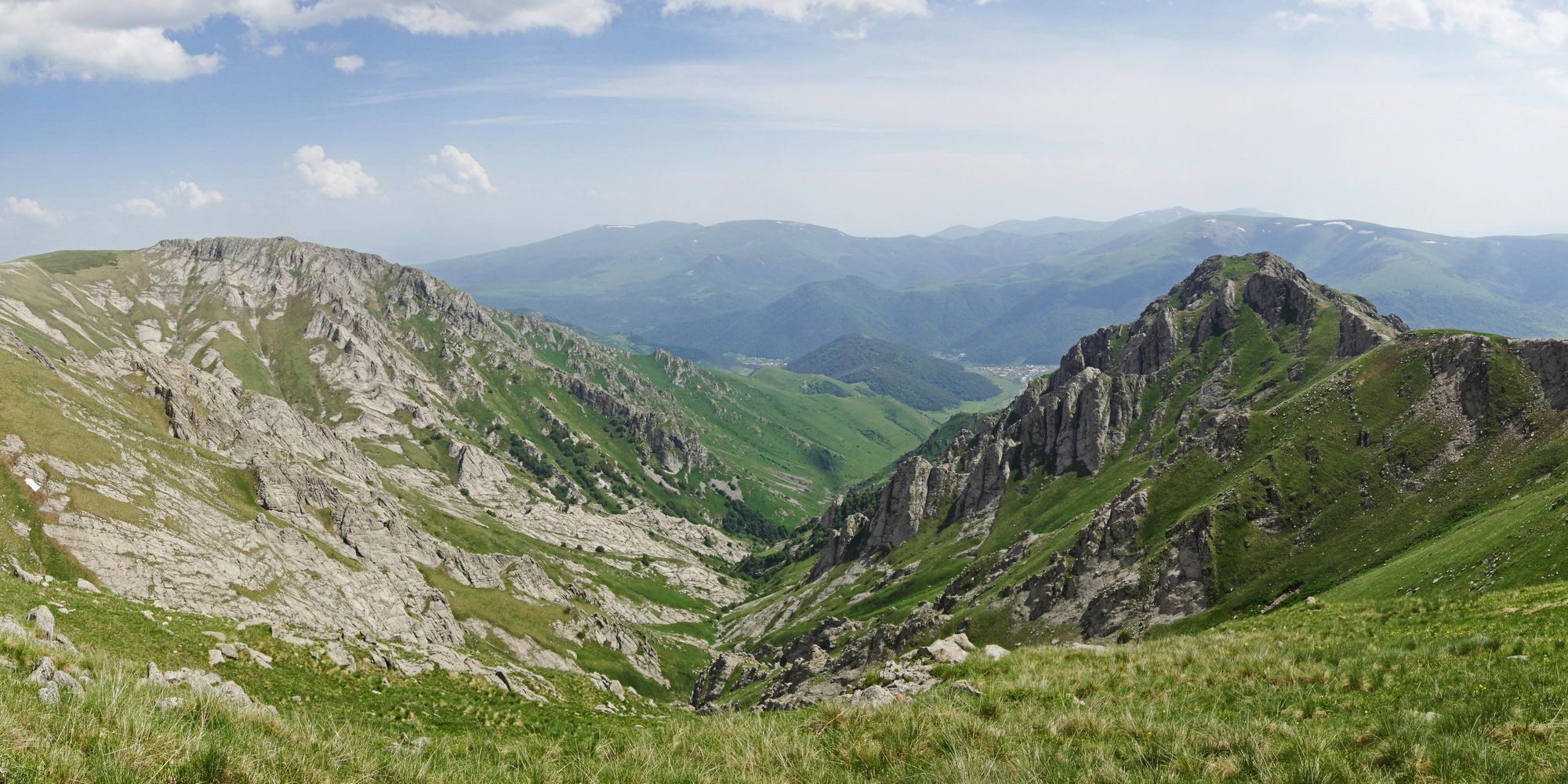
Вершина Артаваз (2929 м)